# Lista de telenovelas transmitidas pela Telemundo Internacional

Logotipo atual da Telemundo Internacional.

Lista de telenovelas e séries transmitidas pela Telemundo Internacional, ademais inclui alguns conteúdos de carácter estrangeira como mexicanas e colombianas.

## Séries e telenovelas transmitidas naDécada do 2010

### 2011
- Anita no te rajes
- La traición[1]
- La tormenta

### 2012
- El Zorro: la espada y la rosa
- Dame chocolate
- ¿Dónde está Elisa?
- El fantasma de Elena

### 2013
- Te voy a enseñar a querer
- Ojo por ojo
- Alguien te mira
- Más sabe el diablo
- Victoria
- Gitanas
- Sin vergüenza
- La mujer en el espejo
- Sin senos no hay paraíso
- La diosa coronada
- Victorinos
- Niños ricos, pobres padres
- La casa de al lado
- La traición
- El clon
- Los herederos Del Monte
- La viuda de Blanco

### 2014
- Flor salvaje
- Bella calamidades
- Tierra de pasiones
- Corazón valiente
- Una maid en Manhattan
- Rosa diamante
- Pasión de gavilanes

### 2015
- Pasión prohibida
- El rostro de la venganza
- El cuerpo del deseo
- Prisionera
- Relaciones peligrosas
- La patrona
- La Reina del Sur
- Marido en alquiler
- Dama y obrero
- Doña Bárbara

### 2016
- Aurora
- Santa diabla
- Amor descarado
- Mi corazón insiste en Lola Volcán
- Doña Bárbara
- El señor de los cielos
- La impostora
- Victoria
- Señora Acero
- Celia
- Reina de Corazones
- En otra piel

### 2017
- El señor de los cielos T2
- Dame chocolate
- La fan
- ¿Quién es quién?
- Los miserables
- Dueños del paraíso
- Más sabe el diablo
- Paquita la del Barrio
- Tierra de reyes
- El señor de los cielos T3
- La ley del corazón T1

### 2018
- Secretos peligrosos
- Señora Acero T2
- ¿Dónde está Elisa?
- Bajo el mismo cielo
- Sin senos no hay paraíso
- La reina del sur T1
- Marido en alquiler
- La querida del Centauro T1
- Silvana sin lana
- El señor de los cielos T4
- La fan
- La impostora
- Sin senos sí hay paraíso T1
- Señora Acero T3, La Coyote
- Milagros de Navidad

### 2019
- La ley del corazón T2
- Al otro lado del muro
- Pasión prohibida
- La reina del flow T1
- El Chema
- Zumba, despierta tu pasión
- Paquita la del Barrio
- Secretos peligrosos
- Eva la Trailera
- Gönül
- Santa diabla
- La doña T1
- La Reina del Sur T1
- El señor de los cielos T5
- José José, el príncipe de la canción
- Mi corazón insiste en Lola Volcán
- Milagros de Navidad

## Séries e telenovelas transmitidas naDécada do 2020

### 2020
- La bandida
- Sin senos sí hay paraíso T2
- La querida del Centauro T2
- La patrona
- Marido en alquiler
- Victoria
- Los miserables
- Enemigo íntimo T1
- Los herederos Del Monte
- Silvana sin lana
- Mariposa de barrio
- Señora Acero T4, La Coyote
- En otra piel
- Una maid en Manhattan
- Bajo el mismo cielo
- Milagros de Navidad

### 2021
- La querida del Centauro T1
- Corazón valiente
- El cuerpo del deseo
- Dame chocolate
- Tierra de reyes
- Guerra de ídolos
- Falsa identidad T1
- Flor salvaje
- La fan
- Pasión de gavilanes
- Sin senos sí hay paraíso T1
- Enfermeras
- Victoria
- Sin senos sí hay paraíso T2
- Perro amor
- La reina del flow
- Dueños del paraíso
- Sin senos sí hay paraíso T3
- La Patrona
- La Reina del Sur
- The Chosen
- El final del paraíso

### 2022
- Flor salvaje
- El cuerpo del deseo
- Aurora (telenovela)
- Alguien te mira
- la impostora
- Santa diabla
- Prisionera
- Reina de corazones
- Bella Calamidades
- Victorinos
- sin senos no hay paraíso

1. ↑  «La Traición». web.archive.org. 17 de outubro de 2013. Consultado em 21 de maio de 2022